# Isatou Njie-Saidy
Isatou Njie-Saidy (también llamada Aisatu N'Jie-Saidy) (Kuntaya, 5 de marzo de 1952) es una política gambiana. Ha sido vicepresidenta de Gambia, así como Ministra para los asuntos de las mujeres, desde el 20 de marzo de 1997;  es la primera mujer gambiana en alcanzar el cargo de vicepresidenta. Y una de las primeras mujeres del África Occidental en asumir este cargo.

## Trayectoria
Njie-Saidy nació en Kuntaya, División de Banco Del norte. De septiembre de 1983 a diciembre de 1989, fue vicesecretaria ejecutiva de la Agencia de las Mujeres, órgano que toma las decisiones en el Consejo Nacional de las Mujeres de Gambia. Más tarde, bajo el mandato del presidente Yahya Jammeh, fue nombrada Ministra de Salud, asuntos de Mujeres y Bienestar Social en julio de 1996, y posteriormente Vicepresidenta y Ministra para la Salud, asuntos de Mujeres y Bienestar Social el 20 de marzo de 1997.
Ha trabajado extensamente sobre la situación de las mujeres en Gambia.
Obtuvo un M.Sc Economía (en Desarrollo Social y Económico) de la Universidad de Swansea.
Renunció a su cargo durante la crisis constitucional de Gambia, el 18 de enero de 2017, día en el que el presidente electo de Gambia, Adama Barrow debía tomar posesión del cargo. El 23 de enero de 2017 fue nombrada su sucesora: Fatoumata Tambajang.
Está casada y tiene cuatro hijos.